# An Elastic Affair
An Elastic Affair is een korte Britse komische film uit 1930, geregisseerd door Alfred Hitchcock. De hoofdrollen worden vertolkt door Cyril Butcher en Aileen Despard; de twee winnaars van een studiebeurs voor een acteeropleiding, gesponsord door het Britse filmtijdschrift Film Weekly.
De film werd op 19 januari 1930 vertoond bij een ceremonie in het London Palladium, waar de winnaars van de studiebeurs tevens hun prijs in ontvangst mochten nemen. Tegenwoordig is An Elastic Affair een verloren film.